# Ramiz Harakaté
Ramiz Harakaté (* 13. Juli 2002) ist ein französischer Fußballspieler.

## Karriere
Harakaté begann seine Karriere beim FC Montfermeil. Zur Saison 2021/22 wechselte er zum Drittligisten Stade Saint-Brieuc, für dessen Reserve er spielen sollte. Im August 2021 absolvierte er sein erstes und einziges Spiel für die erste Mannschaft von Saint-Brieuc in der National. Für die Reserve kam er insgesamt zu 36 Einsätzen in der National 3, in denen er siebenmal traf.
Im Januar 2023 schloss Harakaté sich dem Viertligisten C’Chartres Football. Für C’Chartres kam er bis zum Ende der Saison 2022/23 zu 14 Einsätzen in der National 2, aus der das Team aber abstieg. Zur Saison 2023/24 wechselte der Angreifer daraufhin zum Viertligisten Racing Club de France. Für den Racing Club absolvierte er 18 Viertligaspiele, auch mit diesem Verein stieg er aber aus der National 2 ab.
Im Anschluss wechselte Harakaté im August 2024 zum österreichischen Zweitligisten SKN St. Pölten, bei dem er einen bis 2025 laufenden Vertrag erhielt. Sein Debüt in der 2. Liga gab er im selben Monat, als er am zweiten Spieltag der Saison 2024/25 gegen den SC Austria Lustenau in der 74. Minute für Marcel Ritzmaier eingewechselt wurde. Bis Saisonende absolvierte er 29 Zweitligapartien, in denen er sieben Tore erzielte.
Zur Saison 2025/26 wechselte Harakaté zum Bundesligisten Grazer AK, bei dem er einen bis 2028 laufenden Vertrag erhielt.